# 阿蘭巴拉
阿蘭巴拉（西班牙語：Arambala），是薩爾瓦多的城鎮，位於該國東北部，由莫拉桑省負責管轄，面積67.6平方公里，海拔高度819米，2007年人口1,821，人口密度每平方公里26.94人。
13°55′N 88°8′W / 13.917°N 88.133°W